# دونالد ريد (سياسي نيوزلندي)
دونالد ريد (بالإنجليزية: Donald Reid)‏ هو سياسي نيوزلندي، ولد في 1850، وتوفي في 3 سبتمبر 1922. انتخب عضو مجلس النواب النيوزيلندي.